# Hernán Martínez
Hernán Martínez Torres (Cartagena de Indias, 7 de junio de 1942-28 de diciembre de 2023) fue un ingeniero químico y político colombiano. Desde el 11 de julio de 2006 hasta el 7 de agosto de 2010 ejerció Ministro de Minas y Energía de Colombia, bajo la administración del presidente Álvaro Uribe.

## Trayectoria
Estudió Ingeniería Química en la Universidad Pontificia Bolivariana (UPB) y luego hizo una especialización en gerencia petrolera en North Western University. Martínez Torres fue por espacio de 16 años Presidente de Intercor, filial de ExxonMobil para el desarrollo del complejo minero carbonífero del Cerrejón Zona Norte. También se desempeñó como Presidente de Exxon Mobil Colombia, Gerente de Planeación Corporativa de Esso Colombiana e integrante del consejo directivo de la Universidad del Norte, en Barranquilla. Antes de asumir el ministerio de Minas y Energía, Martínez fue miembro de la junta directiva de varias empresas tanto del sector público como del privado.
Representa al Presidente de la República en la Junta de la Agencia Nacional de Hidrocarburos. Es presidente de la Junta Directiva de Cartón de Colombia. Además, pertenece a las Juntas Directivas de ISA, de Traselca y de Inversiones Suramericana.
A partir del 7 de septiembre de 2012, inició como director de Pacific Coal Resources (PAK), remplazando a Serafino Iacono y Miguel de la Campa quienes ocupaban el cargo como Coodirectores.